# Bitoma costata
Bitoma costata is een keversoort uit de familie somberkevers (Zopheridae). De wetenschappelijke naam van de soort werd in 1871 gepubliceerd door Macleay.